# Pherotesia confusata
Pherotesia confusata är en fjärilsart som beskrevs av Walker 1862. Pherotesia confusata ingår i släktet Pherotesia och familjen mätare. Inga underarter finns listade i Catalogue of Life.